# Siân James

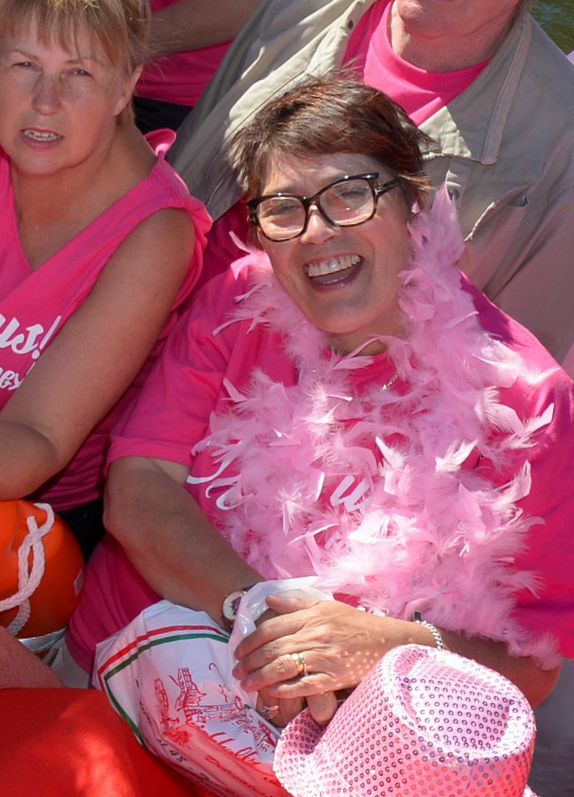
Sian James am Amsterdam Gay Pride, 2016

Siân James (* 24. Juni 1959 in Morriston, Glamorgan) ist eine Waliserin, die zwischen 2005 und 2015 Abgeordnete der Labour Party im Parlament des Vereinigten Königreichs war.

## Leben
Siân James wurde in Glamorgan geboren. Ihre Mutter war angestellte Verkäuferin, ihr Vater ein aktives Mitglied der National Union of Mineworkers (NUM); sie heiratete mit 16 Jahren. Als Mutter von zwei Kindern wurde sie während des britischen Bergarbeiterstreiks 1984/1985 politisiert. Sie verteilte während des Streikjahres Nahrungsmittelpakete an betroffene Familien.
Während dieser Phase geriet sie in Kontakt mit der Schwulenorganisation Lesbians and Gays Support the Miners, welche die Streikgruppen in Neath und Swansea Valley unterstütze.

„I never saw any antagonism. What we thought was that this was a new group of people. We knew gay people existed – my dad worked with a miner who was gay – but nobody openly talked about it; it was considered very personal. There was an uncertainty about how these people would be different and whether we would have to modify our behaviour. Would they expect us to talk about things, ask them questions? And they were bloody vegetarians! This fazed us far more.“

„Ich habe niemals einen Antagonismus gesehen. Was wir dachten war, dies ist eine neue Gruppe Leute. Wir wussten, dass Schwule und Lesben existierten – mein Vater arbeitete mit einem Bergmann, der schwul war; aber es wurde als äußerst privat betrachtet. Es gab eine Unsicherheit, wie diese Personen anders sein könnten und ob wir unser eigenes Verhalten ändern müssten. Würden sie von uns erwarten, über Dinge zu sprechen oder Fragen an sie zu stellen? Und sie waren verdammte Vegetarier – das brachte uns noch viel mehr aus der Fassung!“

In der Zeit nach dem Streik legte sie ihr A-level ab und studierte an der Swansea University Walisische Sprache.

## Politisches Wirken
In den britischen Unterhauswahlen 2005 wurde Siân James mit 56,6 Prozent der Stimmen des Wahlkreises Swansea East Abgeordnete der Labour Party. Sie war die erste Frau, die für Swansea East in das britische Unterhaus einzog.
Sie wurde ab 2005 Mitglied der Parlamentsausschüsse für „Welsh Affairs“ (Walisische Angelegenheiten), „Justice“ (Recht) und „Constitutional Affairs“ (Verfassungsfragen).
2008 wurde sie für ein Jahr Parliamentary Private Secretary des Minister of State for Trade Gareth Thomas und des Ministers für Wales Paul Murphy.
In der General Election 2010 wurde James mit 51,5 % der Stimmen im Amt bestätigt.
Ab 2010 war sie als Sekretärin der überparteilichen Gruppe Children in Wales tätig.
Im Februar 2014 kündigte sie an, in den britischen Unterhauswahlen 2015 nicht erneut zu kandidieren.

„It has been an honour to serve the people of Swansea East but there are limitations to what you can do at Westminster. I feel it is time for me to pursue other opportunities and other campaign interests in Wales, and especially in social justice issues.“

„Es war eine Ehre, den Menschen [des Wahlbezirkes] Swansea East zu dienen, aber es gibt für das, was man in Westminster erreichen kann, Grenzen. Ich glaube, es ist Zeit für mich, andere Möglichkeiten und Ziele in Wales zu verfolgen, besonders in Sachen der Sozialen Gerechtigkeit.“

### Abstimmungsverhalten
Siân James stimmte regelmäßig für die Gleichberechtigung von Menschen unterschiedlicher Sexualität oder Abstammung; sie lehnte Kürzungen im britischen Sozialstaatssystem ab, votierte für eine Reichensteuer, etwa für die Abgabe auf Bonuszahlungen im Bankgeschäft. Sie lehnte die Studiengebühr ab und stimmt für eine Reform des House of Lords, etwa der Abschaffung des Barony-by-writ-Prinzips.

### Außerparlamentarische Tätigkeiten
Siân James ist seit 2004 im Stadtrat der Kleinstadt Neath und war für das Jahr 2004 Direktorin der Wohltätigkeitsorganisation Women’s Aid Federation of England.

## Film
- 2014: Der Film Pride stellt James während des britischen Bergarbeiterstreiks 1984/1985 in ihrer Unterstützerrolle einer streikenden Dorfgemeinschaft dar.